# 空气标准
空氣標準分析是指在分析內燃機的熱功循環過程中，以空氣代替實際內部的工質進行分析，並進行其他簡化的分析方式。
內燃機以其內部的氣體作為工作流體，在真實環境下，內部的工作流體包括了汽化的燃料、燃料燃燒所產生的氣體（廢氣）與空氣，其比熱、比容等特性都和空氣不同，而燃料、廢氣在工作流體中所占的比例也非定值。為了簡化計算，故不考慮其他生成的氣體，直接以空氣作為工作流體的假設就稱為「Air-Standard」即「空氣標準分析」。

## 基本假設
空氣標準分析的假設為：
1. 工作流體為空氣，且假設為理想氣體
2. 用簡單加熱過程取代複雜的燃燒過程
3. 所有的燃燒過程皆假設為可逆反應
4. 熱量消耗以除熱過程取代

## 補充
- 當假設的環境為室溫25度時，就稱為冷空氣標準分析(cold-air-standard)
- 若有循環使用此假設作為分析基準，則稱該循環為標準空氣循環(air-standard cycle)